# Basterdduizendknoop
De basterdduizendknoop of Boheemse duizendknoop (Fallopia × bohemica, basioniem: Reynoutria × bohemica) is een overblijvende plant uit de duizendknoopfamilie (Polygonaceae). Basterdduizendknoop is de kruising tussen de Japanse duizendknoop en de Sachalinse duizendknoop. In Nederland is het een invasieve soort. Per 7 augustus 2025 staat de basterdduizendknoop op de Unielijst voor invasieve uitheemse soorten.

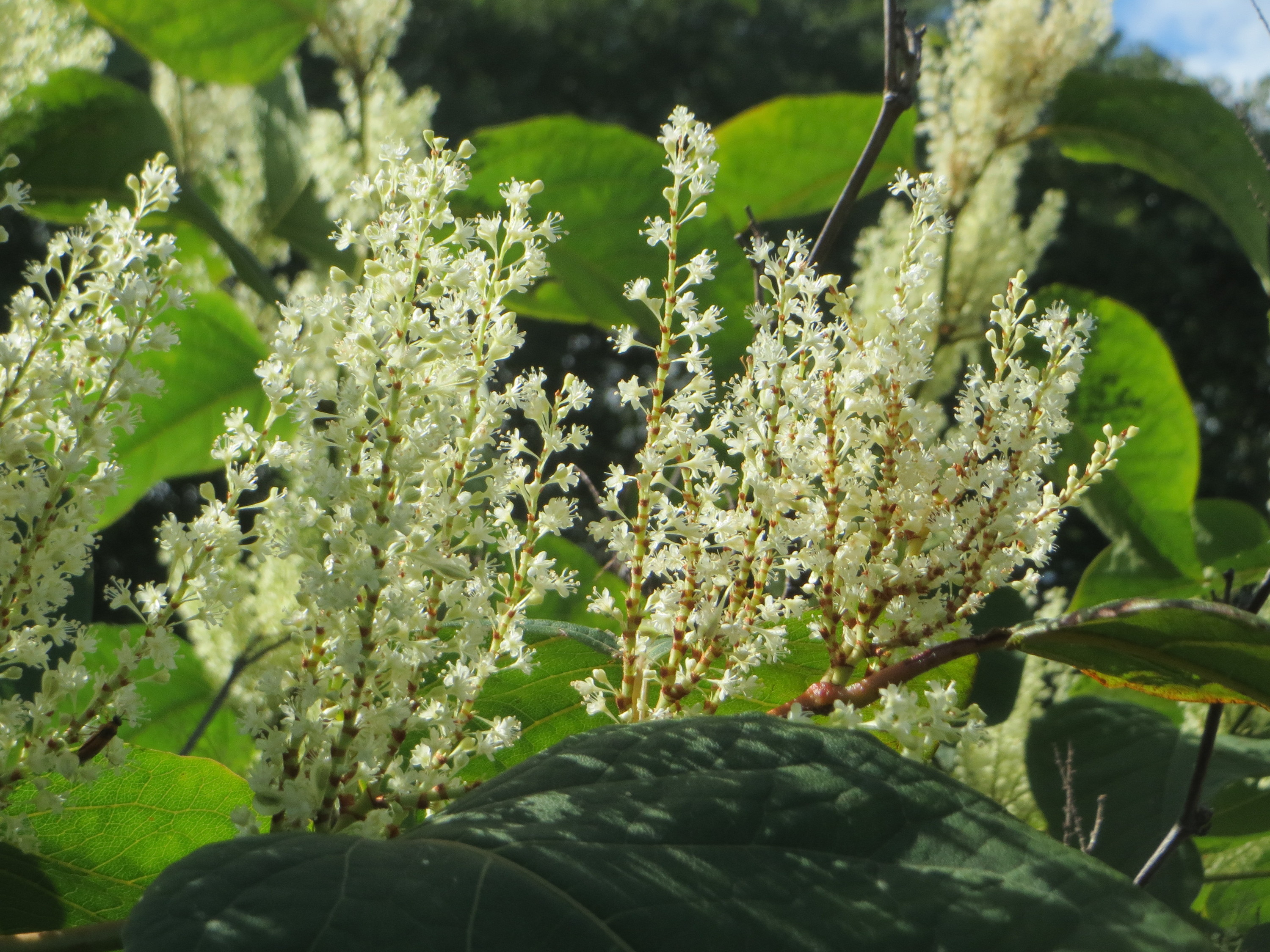
Bloeiwijze

De plant wordt 2-3 m hoog en vormt stevige wortelstokken. De roodbruine stengels zijn hol met stengelknopen. De onderste bladeren zijn 26 × 18 cm groot, driehoekig-eirond en hebben een iets hartvormige voet. 
Basterdduizendknoop verschilt van haar ouders door de lengte van de haren op de nerven aan de onderzijde van het blad. Die zijn korter dan bij de Sachalinse en langer dan bij de Japanse duizendknoop. De planten onderscheiden zich verder van de Japanse duizendknoop door het blad, dat groter is en geen duidelijk afgeknotte bladvoet heeft. Op de basis van de bladsteel zitten geen of kleine honinggroeven aan weerszijden van de grote, langwerpige honinggroef.
De basterdduizendknoop bloeit in augustus tot in oktober met crèmewitte bloemen in pluimvormige bloeiwijzen. In tegenstelling tot de Japanse duizendknoop komen  geregeld planten met tweeslachtige bloemen voor.
De vrucht lijkt drievleugelig, maar de vrucht is omsloten door het blijvende bloemdek en is een nootje.
De basterdduizendknoop komt voor op vochtige, voedselrijke grond in bermen, aan bosranden, op spoordijken en aan beekoevers.

## Ecologie en verspreiding
Deze hybride werd in 1983 voor het eerst beschreven in Tsjechië. Al gauw bleek dat basterdduizendknoop al geruime tijd in veel Europese landen aanwezig was, maar nooit als zodanig was herkend. Het is waarschijnlijk dat veel waarnemingen van de Japanse duizendknoop in werkelijkheid de basterdduizendknoop betreffen. Mogelijk is ze zelfs algemener dan de Japanse duizendknoop. Zij is in ieder geval veel forser en competitiever en komt op de meeste groeiplaatsen nog massaler voor. Basterdduizendknoop groeit op voedselrijke, niet beheerde plekken, in bermen, aan bosranden, op spoordijken en aan beekoevers.

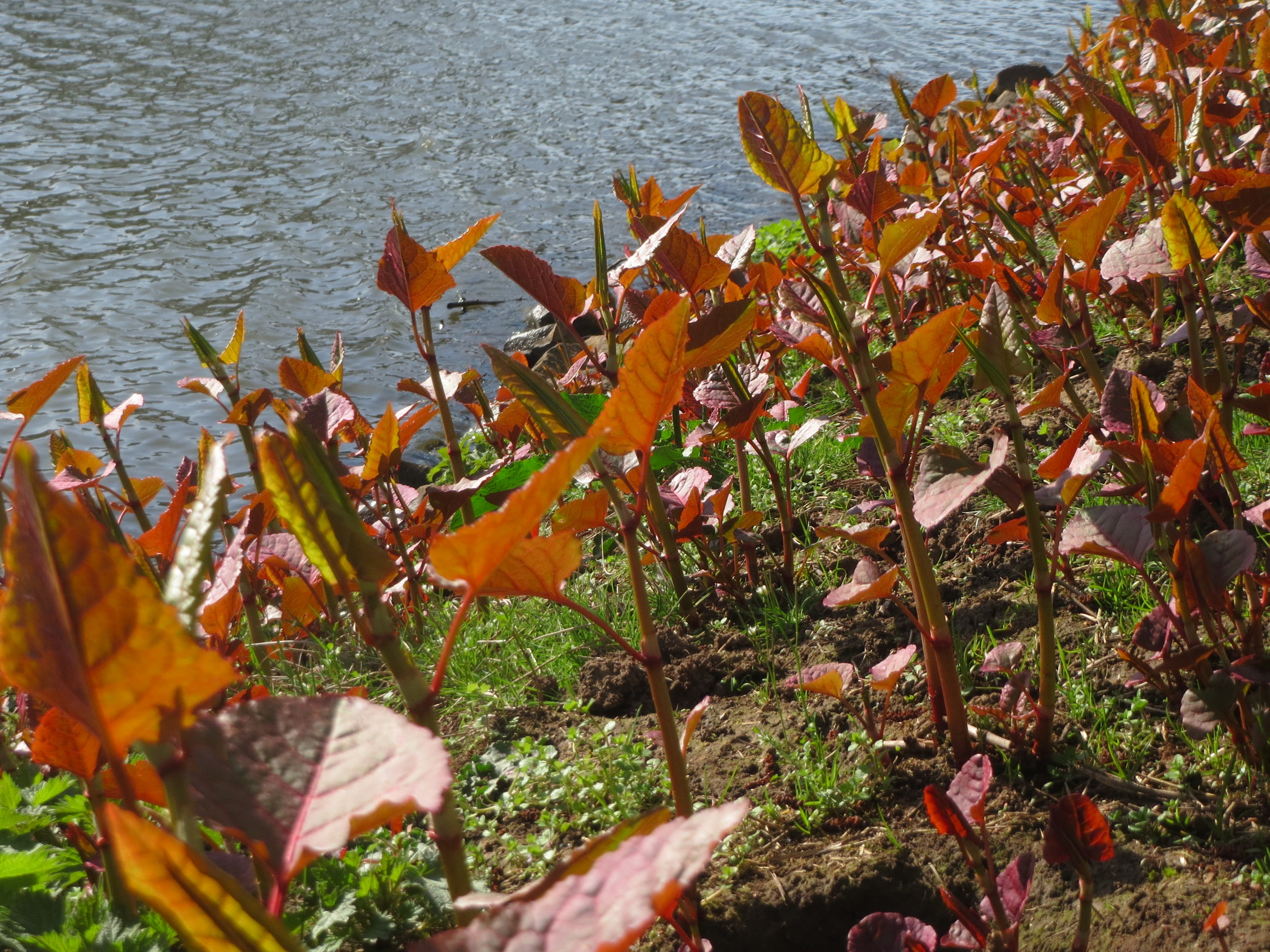
Planten
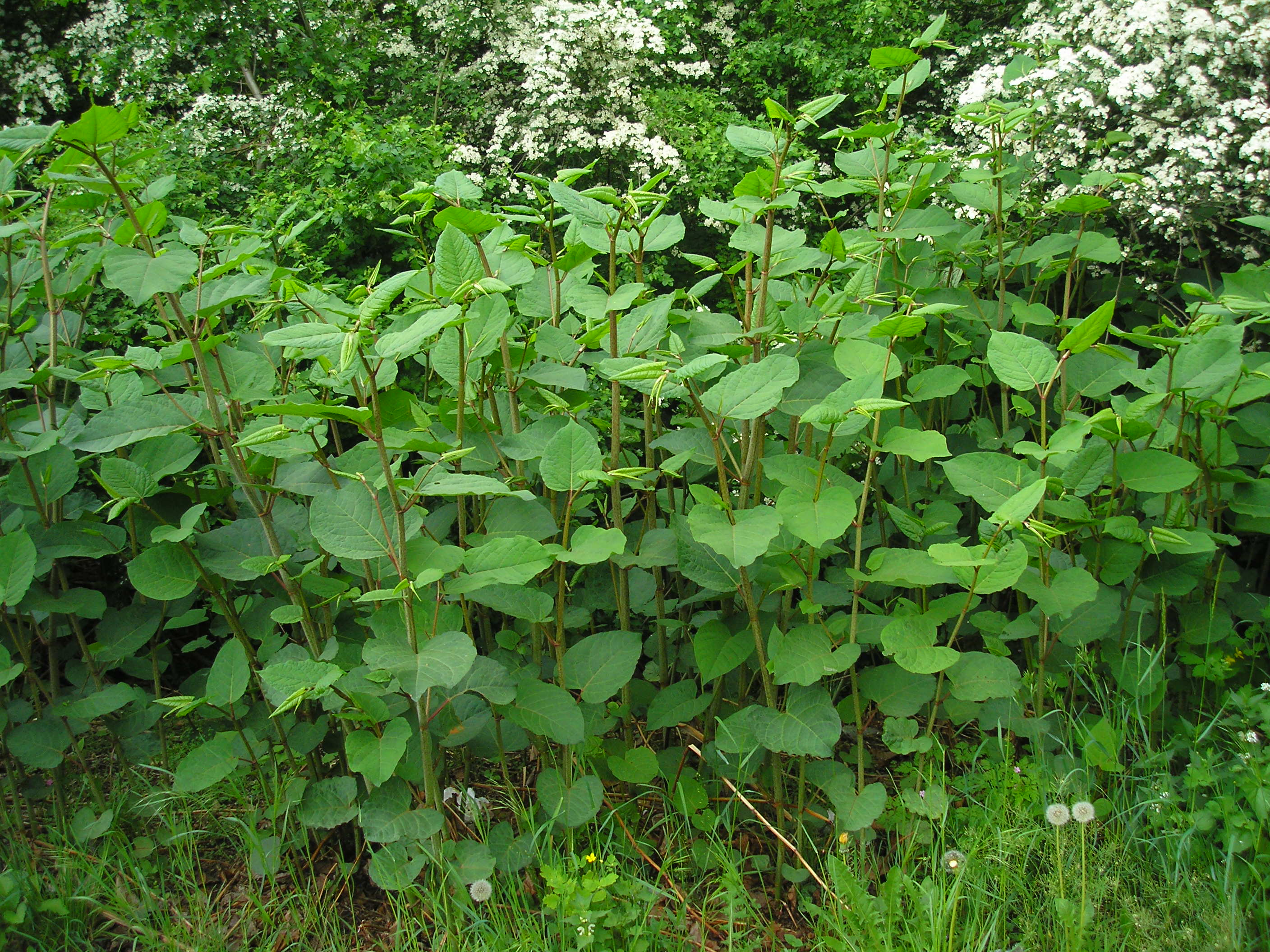
Planten
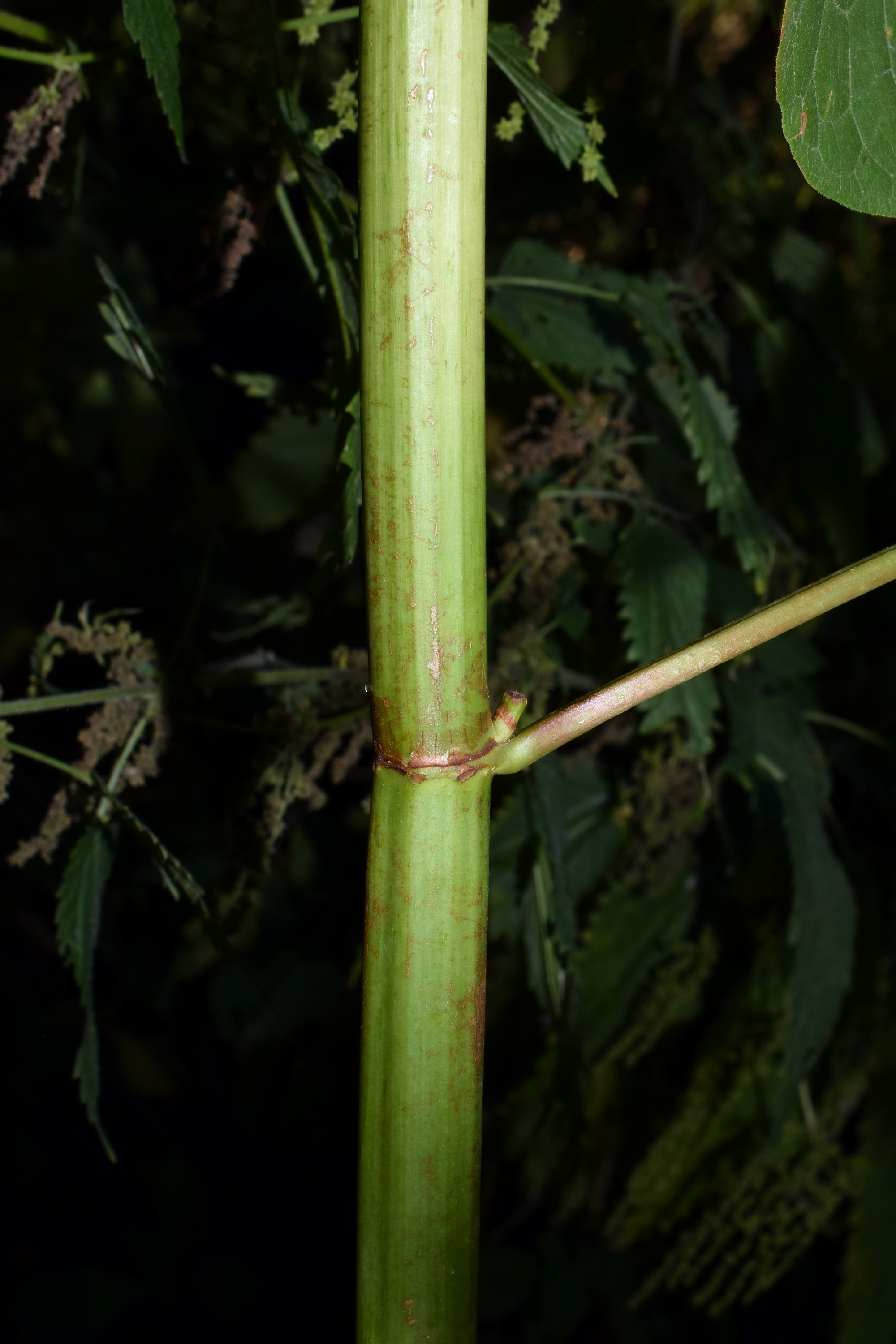
Stengel
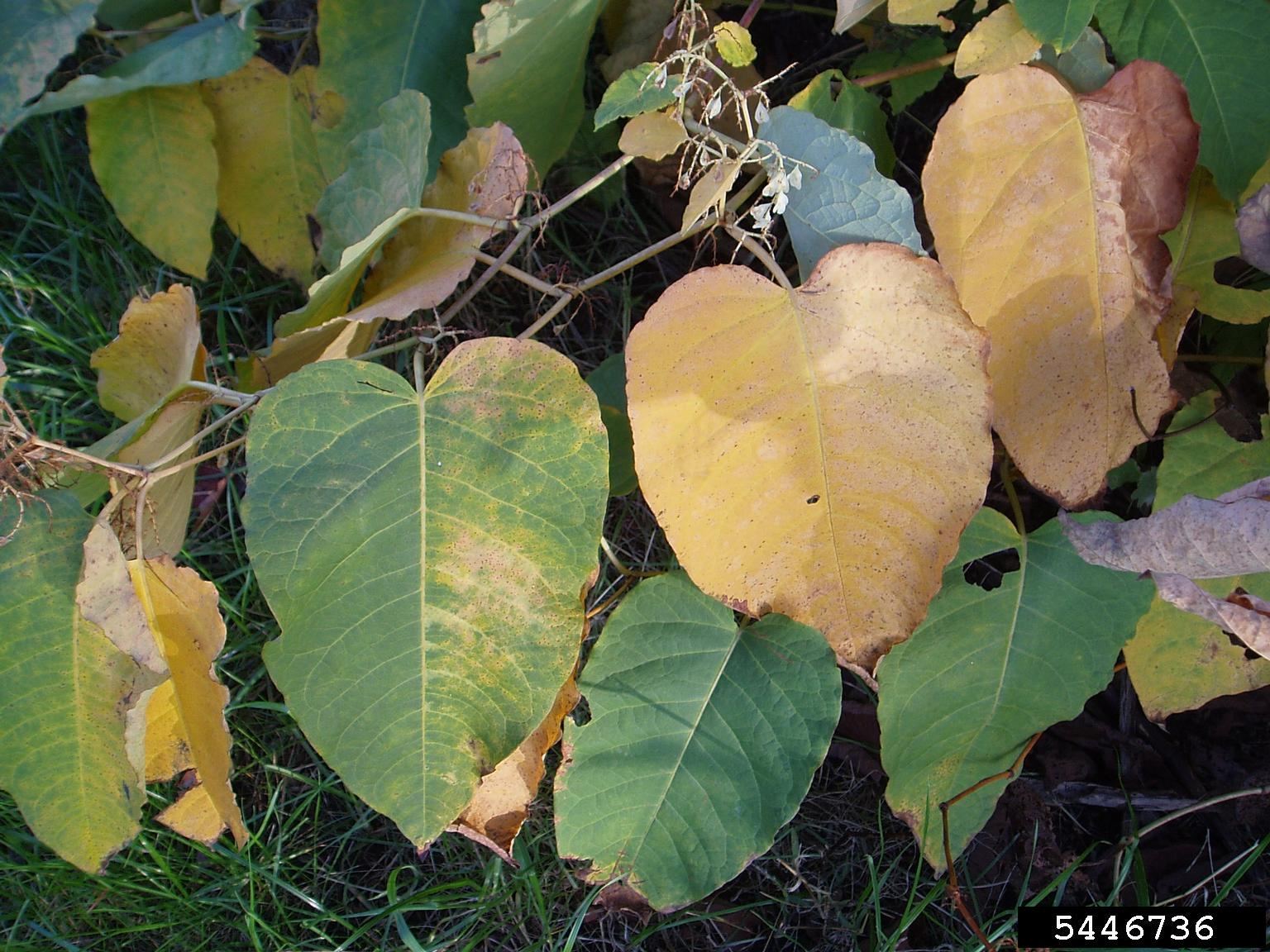
Bladeren
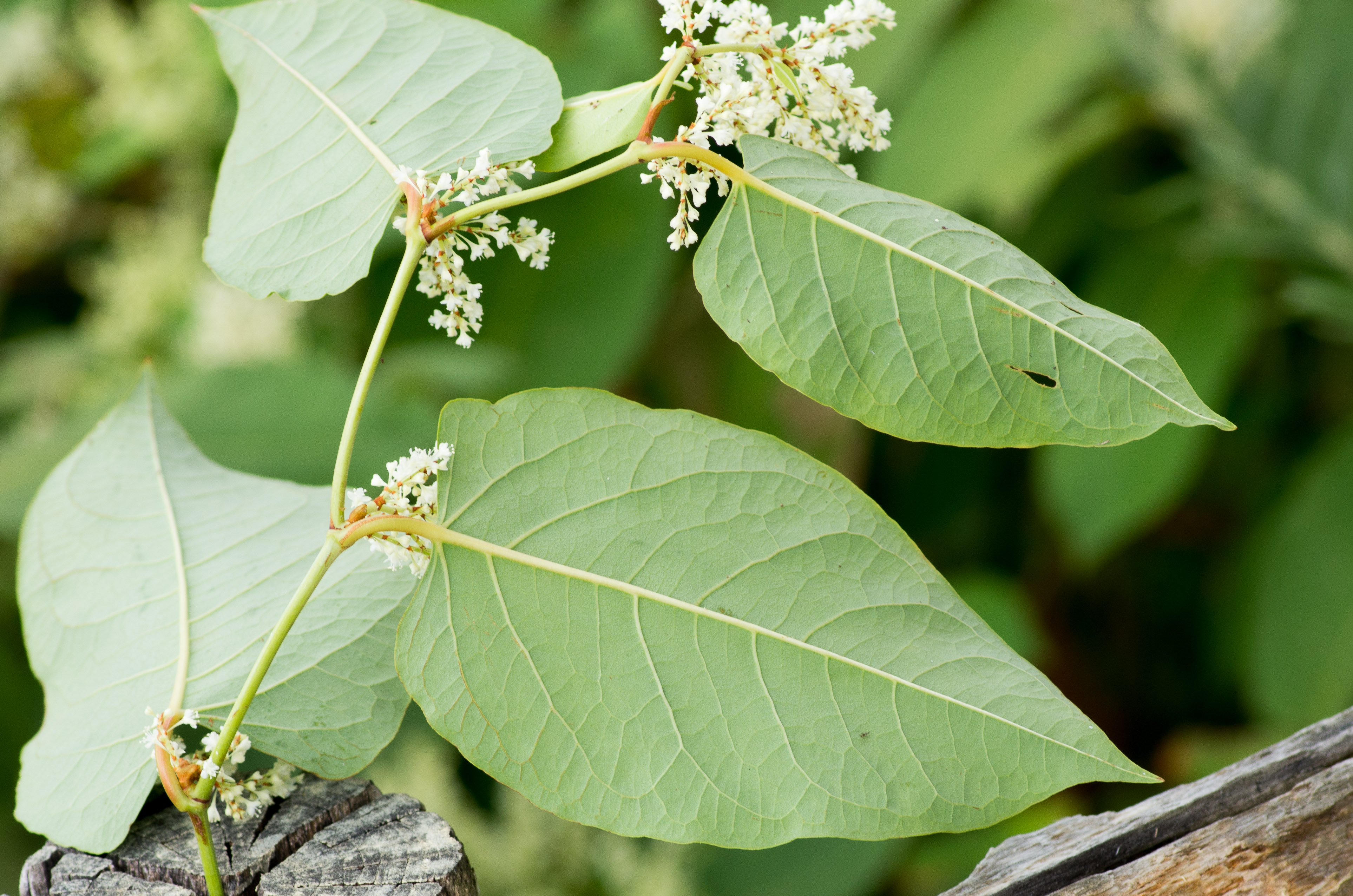
Achterzijde blad
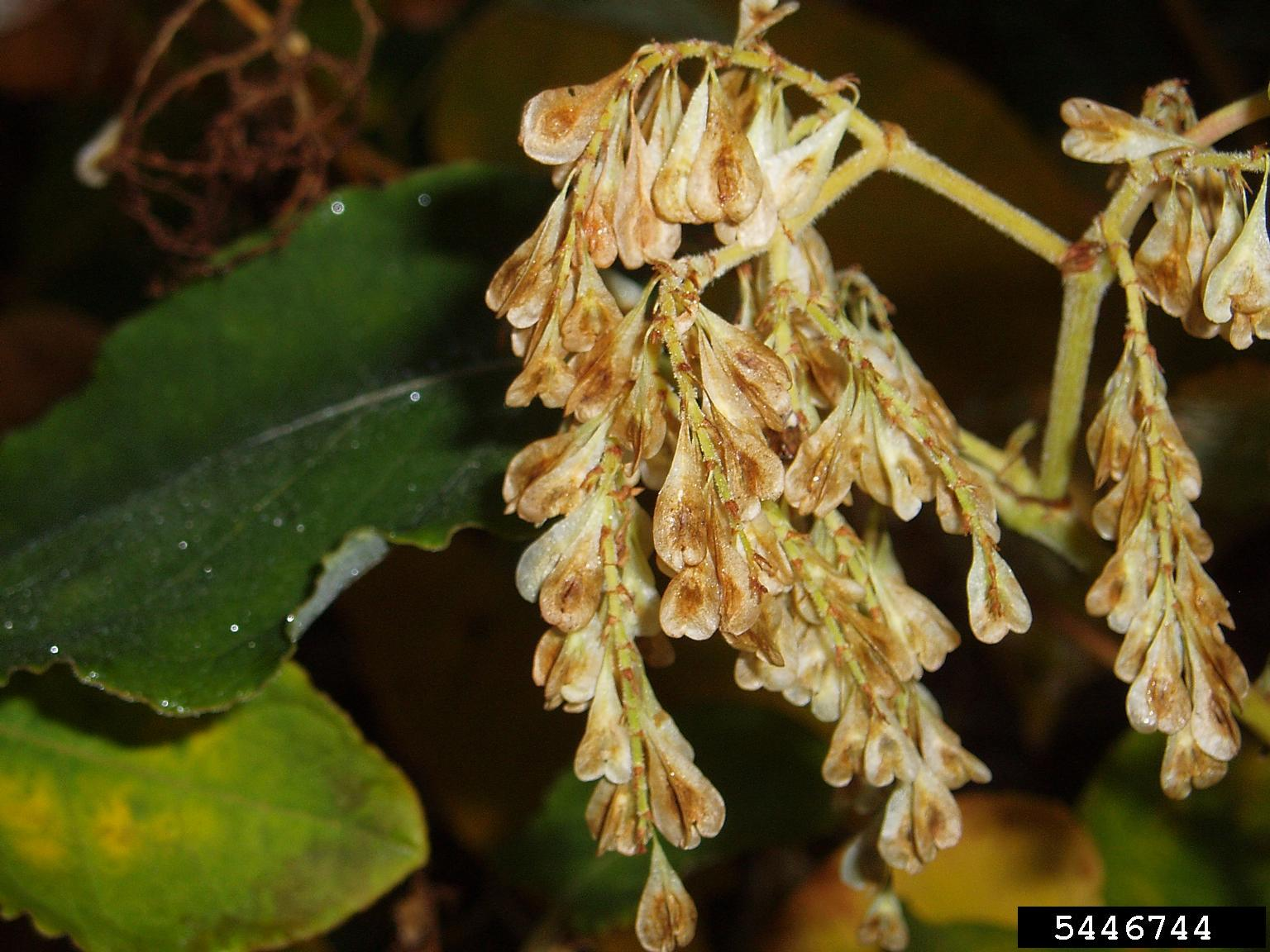
Vruchten